# Lazy Town
A Lazy Town (eredeti címe: Latibær) izlandi gyermekműsor, melynek szereplői és maga a stáb is izlandi, de kaptak segítséget az elkészítéshez az Amerikai Egyesült Államokból és az Egyesült Királyságból is. A műsort sugározta a Nick Jr., YTV, CBeebies, ABC1 és a Sjónvarpið televízió is. A sorozat kiötlője Magnús Scheving, tornászbajnok volt. A sorozat nagy sikerrel került bemutatásra több mint 10 országban, több tucat nyelven. A sorozat második szezonja az USA-ban került bemutatásra 2006. szeptember 25-én.
2011-ben a Turner Broadcasting System megvásárolta a sorozat jogait, így 2013. február 1-je óta Magyarországon is látható a Boomerang csatornán, a Cartoonito blokkban. Ebben az évben a Turner több nemzetközi szervezettel rendezi meg a Sportcsemegézz! című kampányt, amely a gyerekeket egészségesebb életmódra hivatott nevelni.

## Eredete
A sorozat eredeti bemutatója 1996-ban volt és kezdetben egy élő személyes, interaktív színdarabnak indult, Áfram Latibaer Irány Lazy Town címmel. Ennek sikere után a második darab már Glanni Glæpur í Latabæ Rosszvér Robi Lazy Townban címmel került bemutatásra. Ebben a darabban mutatkozott be Rosszvér Robi karaktere, mint cselszövő. A darabokban bábok helyett az összes szereplőt élő személy játszotta, kivételt csak a madár bábok képeztek a második darabban. A tévés verzióhoz képest rengeteg változtatás lett végrehajtva. Például: Pixel az első színpadi darabban fehér fiú volt, aki teljesen kopasz volt és mindig szemüveget viselt (mint Sportacus). A második részre a stílusa nagy változásokon ment keresztül és sokkal általánosabbá vált. Zöld haja lett és ezüstös pólót viselt. Rengeteg olyan szereplő lett a színpadi változatban kitalálva, akik a TV-s verzióba soha nem kerültek be, vagy drasztikus változásokon mentek keresztül.

## Bevezetés
A főszereplő Stephanie (izlandiul Solla), aki a városba érkezve ösztönzi az új barátait, Ziggyt, Trixie-t, Stingyt és Pixelt, hogy menjenek ki a szabadba és legyenek aktívak, ahelyett, hogy bent maradnak és videojátékokat játszanak egész nap. Az ő nagybátyja Milford Meanswell (Bæjarstjórinn), Lazy Town polgármestere, aki segítségül hívja 10. Sportacust (Íþróttaálfurinn). Sportacus egy olyan hős, akinek az a munkája, hogy inspirálja a gyerekeket arra, hogy a szabadban játszanak. Emellett időről időre kisebb problémákat is meg kell oldania.
A sorozat gonosztevője, Rosszvér Robi (Glanni Glæpur) egy lusta bűnöző, aki egy földalatti odúban él a város szélén. Rosszvér Robi rengeteg epizódban ölt álruhát és próbálja megfúrni a gyerekek szórakozását, vagy megpróbálja Sportacust eltávolítani Lazy Townból.

## A film
Lazy Town egyes szereplői élő emberek míg más szereplők bábok. Az ún. CGI animáció is helyet kapott a műsorban és ennek segítségével vetítik ki a hátteret. Stephanie, Sportacus és Rosszvér Robi az egyedüli emberek, egészen a 32. epizódig. (Tánc párbaj »Danceing duel«) A műsor bábjait a Neal Scanal Studio és a Wit Puppets készítette.
Maga a show stúdiója 5067 m²-es, amit az izlandi Garðabærban rendeztek be, ami tartalmazta a legfejlettebb HDTV lehetőségeket Európában. Minden egyes rész költségvetése megközelítőleg USD 1 000 000. Az eredeti cím (Latibær) erről a városról (Garðabær) kapta a nevét.

## Szereplők

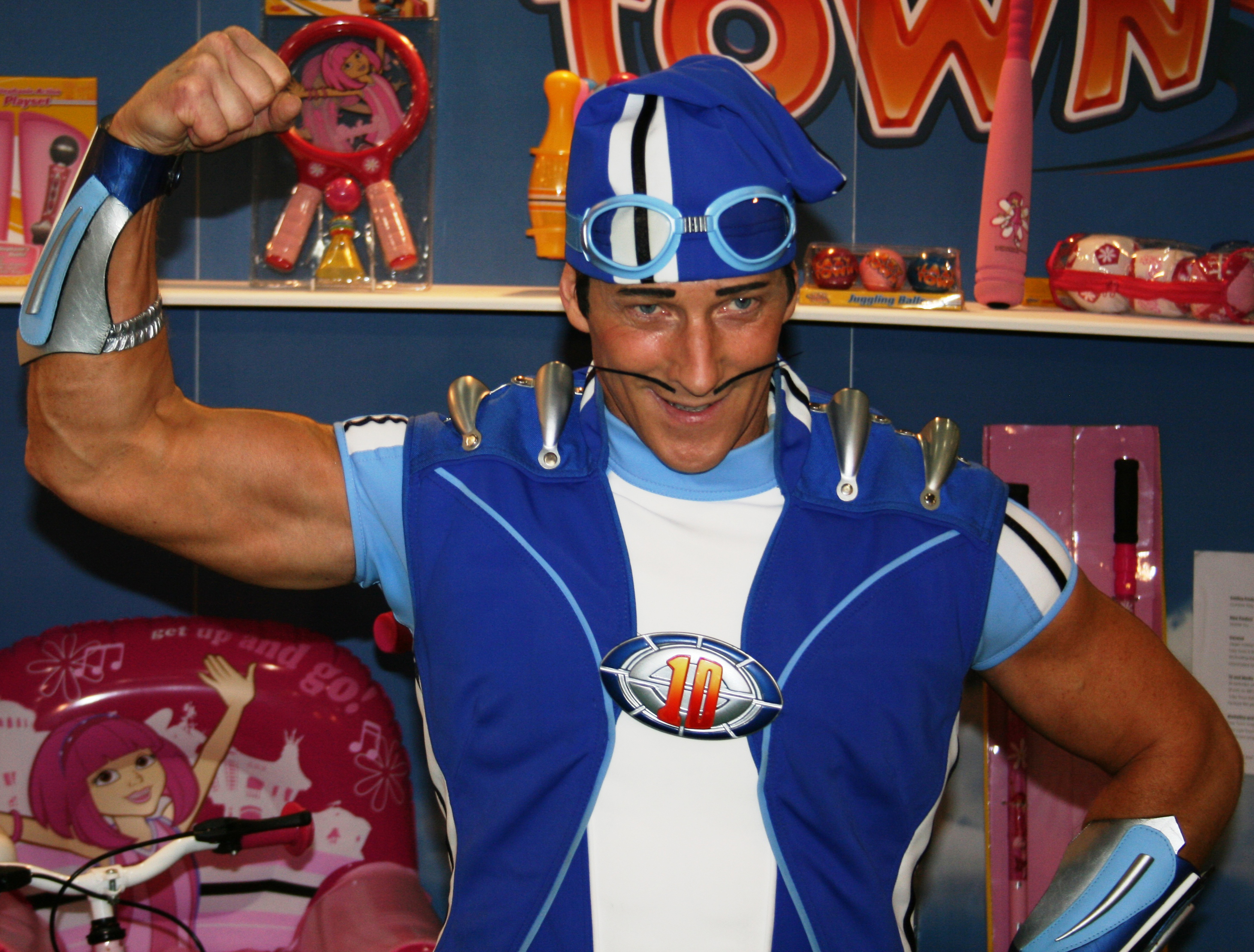
Magnús Scheving mint Sportacus a 2009-es angliai Toy Fair-en.

### Sportacus

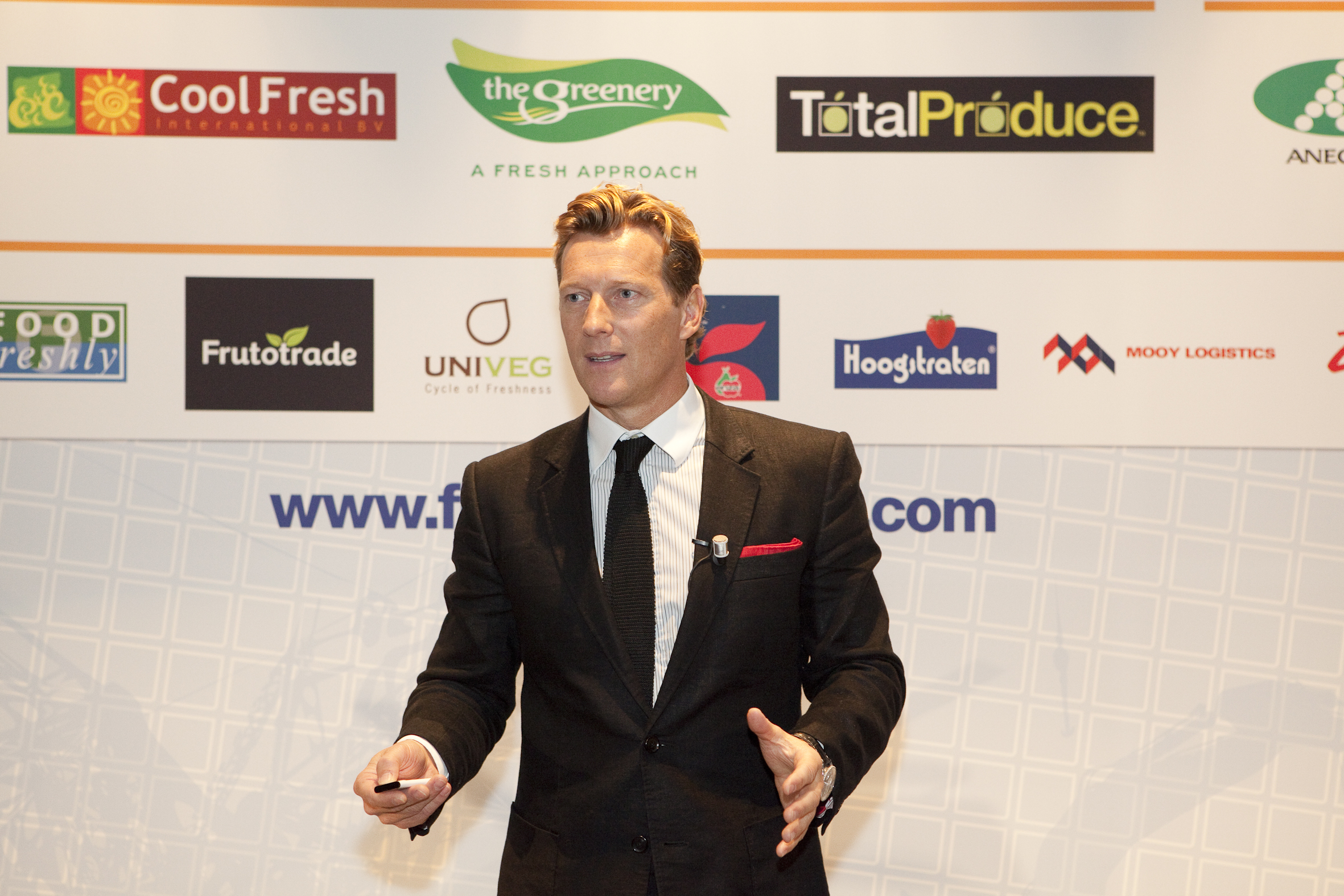
Magnús Scheving

Magnús Scheving játssza a szerepét. Magyar hangja Varga Gábor. Ő a szuper-egészséges hős a showban. Egy Izland melletti szigetről származik az Északi-tengerből.
Igyekszik rávenni a gyerekeket, hogy egyenek „sportos édességeket”, „sportcsemegét” (ez az ő szavaival a gyümölcsöket és zöldségeket jelenti) és játsszanak a szabadban, ahelyett, hogy bent ülnek és videojátékokat játszanak és gyors kaját egyenek. Biztos akar lenni abban, hogy Lazy Town boldog és szeretné, ha mindenki egészséges, fitt lenne. Sportacus állandóan az erőnlétét használja és tornagyakorlatokat végez, hogy eljusson egyik helyről a másikra. Nála a fogmosás is akrobatikus mutatványokba megy át. A kristálya csipogással jelzi neki, ha valakinek segítségre van szüksége. Türelmes és megértő. Sportacus nem gondolja magát szuperhősnek, csak szeret segíteni másoknak.

### Stephanie
Az 1. és 2. évadban Julianna Rose Mauriello játssza, magyar hangja Csifó Dorina (3. szeriában már énekhangja Kovács Dóri). A fiatal hölgy szerepelt még a Fix című filmben 2008-ban. A 3. és a 4. évadban pedig Chloe Lang személyesíti meg a karaktert. A szereplő, aki inspirálja Lazy Town lakosait, (és legfőképpen a gyerekeket) hogy keljenek fel és mozogjanak. Ő egy 8 éves kislány, akinek ismertető jele a rózsaszín haja és a rózsaszín ruhái. Sportos, tele élettel. Bármit meg tud csinálni. Az ugrálástól kezdve, a cigánykeréken át a spárgáig mindent. Azért jött a városba, hogy meglátogassa a nagybátyját, Lazy Town polgármesterét, Jótét urat. Lételeme a játék és a tánc. Mikor először megkísérli, hogy kimenjen és játsszon a kölykökkel, Rosszvér Robi meghiúsítja és megpróbálja lusta dolgokra csábítani. De amikor Sportacus segítségét kéri az egész város együtt dolgozik, hogy Lazy Town-t a világ legjobb helyévé tegyék, ahol élni lehet.
Stephanie szeret táncolni. Az az álma, hogy egy népszerű tánciskolában tanuljon. Trixie a legjobb barátnője, aki néha „Rózsaszínkének” nevezi. Nagyon kedveli Sportacust, aki ha baj van mindig a segítségére siet és táncol vele. A minden évben megrendezett Lazy Town táncversenyt is megnyerte. Mosolygós, kedves néha szeleburdi kislány. Mindig kész mindenféle feladat megoldására és a sportolásra. Nem nagyon sértődős de nem is kőkemény érzelmileg.
Rózsaszínű hajáról már messziről megismerhető.

### Rosszvér Robi
Stefán Karl Stefánsson személyesíti meg. Magyar hangja Csankó Zoltán. A főgonosz a műsorban. Mindig próbálja rávenni a gyerekeket, hogy egyenek gyorskaját és próbálja elűzni Sportacust Lazy Townból. Azt akarja elérni, hogy Lazy Town ugyanolyan unalmas és csendes város legyen, mint mielőtt Sportacus és Stephanie a városba érkezett volna. Robi mindennap megpróbálja meghiúsítani a gyerekek szórakozását, de Sportacus Stephanie-val együtt mindig megoldják a problémát. Robi mindig terveket sző és sokszor nagyon közel jár azok megvalósításához, de Sportacus s Stephanie az utolsó pillanatban mindig meghiúsítja a barátaik segítségével.

## Bábok
- Ziggy: Magyar hangja: Bolba Tamás. A tipikus szereplő, aki imád édességet falni, különösképpen a karamellt. Stephanie érkezése után jobb dolgot is talál a gyermekkorban, mint a cukros édességek evése. Ő most aktív és részt vesz a legtöbb sportban, de még mindig szereti a cukrot. Gyakran láthatjuk őt nyalókát tartva.
- Pixel: Magyar hangja: Hamvas Dániel. Ő egy számítógépzseni, nem szívesen mozdul el a gépe elől. A sportokat is inkább számítógépen keresztül szereti „űzni”.
- Stingy: Magyar hangja: Dányi Krisztián. Ő egy irigy fiú (nevének jelentése is irigy, zsugori). Kedvenc szava az „enyém”. Mindent ki akar sajátítani. Ez a többieket zavarja, ennek ellenére szeretik. Egy rózsaszín malaca van.  Stingy is a negatív szereplők közé tartozik.
- Trixie: Magyar hangja: Csuha Bori. Heves természetű lány, aki mindig kimondja, amit gondol.
- Milford bácsi: Magyar hangja: Kassai Károly. A város polgármestere, Stephanie bácsikája. Csak akkor sportol, ha muszáj. Általában ügyetlen, ha valamit csinálni kell a ház körül, de ennek ellenére nagyon jó polgármester.
- Zsufi Zsuzsi: Magyar hangja: Bókai Mária. Ő a város „titkárnője”, egyetlen erőssége a telefonálás és a sütikészítés. Milford mindig próbál a kedvére tenni, de nincs könnyű dolga. Zsuzsi nagyon ad a külsőségekre és nem szereti ha a gyerekek hangosan játszanak, vagy megzavarják a pihenését. Rajongója a csúcstechnológiának, a modern gépezetek híve.

## Évados áttekintés
| Évad | Évad | Epizódok | Eredeti sugárzás     | Eredeti sugárzás   | Magyar sugárzás     | Magyar sugárzás    | Magyar sugárzás (Jetix)                       | Magyar sugárzás (Jetix)                       | Magyar sugárzás (HBO Max) | Magyar sugárzás (HBO Max) |
| Évad | Évad | Epizódok | Évadpremier          | Évadfinálé         | Évadpremier         | Évadfinálé         | Évadpremier                                   | Évadfinálé                                    | Évadpremier               | Évadfinálé                |
| ---- | ---- | -------- | -------------------- | ------------------ | ------------------- | ------------------ | --------------------------------------------- | --------------------------------------------- | ------------------------- | ------------------------- |
|      | 1    | 35       | 2004. augusztus 16.  | 2006. május 18.    | 2013. február 1.    | 2013. május 1.     | 2008 május                                    |                                               | 2022. március 15.         | 2022. március 15.         |
|      | 2    | 18       | 2006. szeptember 25. | 2007. október 15.  | 2013. május 24.     | 2013 július        |                                               |                                               | 2022. március 15.         | 2022. március 15.         |
|      | 3    | 13       | 2013. március 13.    | 2013. december 12. | 2013. szeptember 2. | 2013. december 25. | Nem került adásba a csatorna megszűnése miatt | Nem került adásba a csatorna megszűnése miatt | 2022. március 15.         | 2022. március 15.         |
|      | 4    | 13       | 2014. január 10.     | 2014. október 13.  | 2014. október 20.   | 2014 november 11.  | Nem került adásba a csatorna megszűnése miatt | Nem került adásba a csatorna megszűnése miatt | 2022. március 15.         | 2022. március 15.         |

## Epizódok

### 1. évad
| #   | #   | Angol cím                 | Magyar cím (Boomerang)        | Magyar premier (Boomerang) |
| --- | --- | ------------------------- | ----------------------------- | -------------------------- |
| 1.  | 1.  | Welcome to LazyTown       | Isten hozott Lazy Town-ban!   | 2013. február 1.           |
| 2.  | 2.  | Defeeted                  | Lábvereség                    |                            |
| 3.  | 3.  | Sports Day                | Sportnap                      |                            |
| 4.  | 4.  | Crystal Caper             | Kristály ugrás                |                            |
| 5.  | 5.  | Sleepless in LazyTown     | Álmatlanság                   |                            |
| 6.  | 6.  | Swiped Sweets             | Elcsent csemegék              |                            |
| 7.  | 7.  | Hero for a Day            | A nap hőse                    |                            |
| 8.  | 8.  | Sportafake                | Álsport                       |                            |
| 9.  | 9   | Happy Brush Day           | Fogkefés nap                  |                            |
| 10. | 10. | Lazy Scouts               | Cserkész mese                 |                            |
| 11. | 11. | Dr. Rottenstein           | Dr. Rosszvérszkíj             |                            |
| 12. | 12. | Rottenbeard               | Rosszvérszakáll               |                            |
| 13. | 13. | Cry Dinosaur              | Dínó bánat                    |                            |
| 14. | 15. | My Treehouse              | Élet a fán                    |                            |
| 15. | 15. | The Laziest Town          | A leglazább város             |                            |
| 16. | 16. | Dear Diary                | Kedves naplóm                 |                            |
| 17. | 17. | Zap It!                   | Rend!                         |                            |
| 18. | 18. | Record's Day              | Rekordok napja                |                            |
| 19. | 19. | Prince Stingy             | Stingy herceg                 |                            |
| 20. | 20. | Pixelspix                 | Pixel pont                    |                            |
| 21. | 21. | Play Day                  | Játéknap                      |                            |
| 22. | 22. | Remote Control            | Távirányító                   |                            |
| 23. | 23. | Sportacus Who?            | Milyen Sportacus?             |                            |
| 24. | 24. | Soccer Sucker             | Foci drukker                  |                            |
| 25. | 25. | Miss Roberta              | Roberta kisasszony            |                            |
| 26. | 26. | LazyTown's New Superhero  | LazyTown új szuperhőse        | 2013. május 1.             |
| 27. | 27. | LazyTown's New Superhero  | LazyTown új szuperhőse        | 2013. május 1.             |
| 28. | 28. | Secret Agent Zero         | Nulla titkosügynök            |                            |
| 29. | 29. | LazyTown's Greatest Hits  | LazyTown-i sikerlista         |                            |
| 30. | 30. | LazyTown's Surprise Santa | Lazy Town meglepetés Mikulása |                            |
| 31. | 31. | Robbie's Greatest Misses  | A legnagyobb kihagyások       |                            |
| 32. | 32. | Sports Candy Festival     | Sportcsemege fesztivál        |                            |
| 33. | 33. | Dancing Duel              | Táncpárbaj                    |                            |
| 34. | 34. | Ziggy's Alien             | Ziggy és az idegen            |                            |
| 35. | 35. | Sportacus on the Move!    | Sportakusz akcióban!          |                            |

### 2. évad
| #   | Angol cím                | Magyar cím                     | Magyar premier  |
| --- | ------------------------ | ------------------------------ | --------------- |
| 1.  | Rockin' Robbie           | Az álsztár                     | 2013. május 24. |
| 2.  | Little Sportacus         | A kis Sportakusz               | 2013. május 27. |
| 3.  | Trash Trouble            | Szemétgond                     | 2013. május 28. |
| 4.  | Double Trouble           | Dupla Hoppla                   | 2013. május 29. |
| 5.  | Haunted Castle           | Kísértetkastély                | 2013. május 30. |
| 6.  | Snow Monster             | LazyTown hószörnye             | 2013. május 31. |
| 7.  | The LazyTown Circus      | A LazyTown cirkusz             | 2013 július     |
| 8.  | School Scam              | Sulibuli                       | 2013 július     |
| 9.  | Pixel TV                 | Pixel TV                       | 2013 július     |
| 10. | Friends Forever          | Örök barátok                   | 2013 július     |
| 11. | Energy Book              | Az energia könyv               | 2013 július     |
| 12. | Birthday Surprise!       | Szülinapi meglepetés           | 2013 július     |
| 13. | LazyTown Goes Digital    | LazyTown digitális lesz        | 2013 július     |
| 14. | The Lazy Genie           | A Lazy Dzsin                   | 2013 július     |
| 15. | Once Upon a Time         | Hol volt hol nem volt          | 2013 július     |
| 16. | The Lazy Rockets         | A Lazy rakéták                 | 2013 július     |
| 17. | Dancing Dreams           | Táncoló álmok                  | 2013 július     |
| 18. | Sportacus Saves the Toys | Sportacus megmenti a játékokat | 2013 július     |

### 3. évad
| #   | Angol cím                | Magyar cím            | Magyar premier       |
| --- | ------------------------ | --------------------- | -------------------- |
| 1.  | Roboticus                | Robotikusz            | 2013. szeptember 2.  |
| 2.  | The Greatest Gift        | A legnagyobb ajándék  | 2013. szeptember 3.  |
| 3.  | Little Pink Riding Hood  | Rózsaszín Piroska     | 2013. szeptember 4.  |
| 4.  | Scavenger Hunt           | Nyomkeresés           | 2013. szeptember 5.  |
| 5.  | Who's Who?               | Ki, kicsoda?          | 2013. szeptember 6.  |
| 6.  | Purple Panther Part 1    | A lila párduc 1.      | 2013. szeptember 9.  |
| 7.  | Purple Panther Part 2    | A lila párduc 2.      | 2013. szeptember 10. |
| 8.  | The Blue Knight          | A kék lovag           | 2013. szeptember 11. |
| 9.  | The First Day of Summer  | A nyár első napja     | 2013. szeptember 12. |
| 10. | The Lazy Cup             | A Lazy kupa           | 2013. szeptember 13. |
| 11. | Chef Rottenfood          | Rosszrántás főszakács | 2013. szeptember 14. |
| 12. | Breakfast at Stephanie's | Reggeli Stephaninál   | 2013. szeptember 16. |
| 13. | The Holiday Spirit       | Az ünnep szelleme     | 2013. december 25.   |

### 4. évad
| #   | Angol cím              | Magyar cím             | Magyar premier    |
| --- | ---------------------- | ---------------------- | ----------------- |
| 1.  | Let's Go to the Moon   | Nyomás a Holdra        | 2014. október 20. |
| 2.  | The Last SportsCandy   | Az utolsó sportcsemege | 2014. október 21. |
| 3.  | Secret Friend Day      | Titkos barátnap        | 2014. október 22. |
| 4.  | New Kid in Town        | Új kölyök a városban   | 2014. október 23. |
| 5.  | Time to Learn          | Ideje tanulni          | 2014. október 24. |
| 6.  | Princess Stephanie     | Stephanie hercegnő     | 2014. október 27. |
| 7.  | Ziggy's Talking Teddy  | Ziggy beszélő macija   | 2014. október 28. |
| 8.  | The Wizard of LazyTown | LazyTown varázslója    | 2014. október 29. |
| 9.  | The Baby Troll         | A babatörpe            | 2014. október 30. |
| 10. | The Fortune Teller     | A jós                  | 2014. október 31. |
| 11. | Ghost Stoppers         | Szellemekkel szemben   | 2014 november 1.  |
| 12. | Robbie's Dream Team    | Robi álomcsapata       | 2014 november 2.  |
| 13. | Mystery of the Pyramid | A piramis rejtélye     | 2014 november 11. |

- A Sportacus akcióban az egyetlen rész, amelyben nem éneklik a Bing Banget.

## Magyar változat
A szinkront a Jetix (1-2. évad), majd a Turner Broadcasting System (3-4. évad) megbízásából a Digital Media Services készítette.
Magyar szöveg: Csányi Zita, Katona László
Hangmérnök: Salgai Róbert
Vágó: Baja Gábor
Gyártásvezető: Jávor Barbara
Szinkronrendező: Zentai Mária
Felolvasó: Bozai József
Magyar hangok:
- Bókai Mária – Zsufi Zsuzsi
- Csankó Zoltán – Rosszvér Robi
- Csifó Dorina – Stephanie (1-2. évad)
- Csuha Bori – Trixie
- Dányi Krisztián – Stingy
- Hamvas Dániel – Pixel
- Kassai Károly – Milford
- Kovács Dóra – Stephanie (énekhang, 3. évadtól)
- Pál Tamás – Pablo de Fakanál
- Pekár Adrienn – Stephanie (3-4. évad)
- Penke Bence – Sportacus fiatalon
- Varga Gábor – Sportacus